# 富國銀行中心
富國銀行中心（英語：Wells Fargo Center）是一座位於美国賓夕凡尼亞州費城的多功能體育場，現為國家籃球協會（NBA）費城76人與國家冰球聯盟（NHL）費城飛人的主場館，啟用於1996年。

## 名稱演變
- CoreStates Center (1996 - 1998)
- 第一聯合中心（First Union Center） (1998 – 2003)
- 美聯銀行中心（Wachovia Center） (2003 – 2010)
- 富國銀行中心 （Wells Fargo Center）(2010 – 現在)

## 外部連結
- 官方網站